# Jean de L'Aigle
 (juillet 2022).
Si vous disposez d'ouvrages ou d'articles de référence ou si vous connaissez des sites web de qualité traitant du thème abordé ici, merci de compléter l'article en donnant les références utiles à sa vérifiabilité et en les liant à la section « Notes et références ».
Pour les articles homonymes, voir Jean de Châtillon.
Jean de L'Aigle, aussi appelé Jean de Châtillon, né en 1393 et mort en 1454, fils de Jean Ier de Châtillon et de Marguerite de Clisson, seigneur de l'Aigle, est comte de Penthièvre et vicomte de Limoges de 1433 à 1454, comte de Périgord de 1437 à 1454. 

## Biographie

### Origines familiales et formation
Il est le deuxième fils de Jean Ier de Châtillon (1340-1404), lui-même fils de Charles de Blois (1319-1364) et de Jeanne de Penthièvre (1324-1384). 
Sa mère est Marguerite de Clisson (1372-1441), fille du connétable Olivier V de Clisson (1336-1407) et petite-fille par sa mère du duc de Bretagne Arthur II.
Il a trois frères : 
- Olivier (1387-1433)
- Charles (vers 1400-1434)
- Guillaume (vers 1405-1455)

### Carrière
Il succède à son frère Olivier en 1433. 
En 1437, il devient comte de Périgord par achat au duc Charles Ier d'Orléans (le poète). 

### Mariage et descendance
Marié avec Marguerite de Chauvigny, il meurt sans enfant.

### Succession
C'est sa nièce, Nicole de Châtillon, fille de son frère Charles, baron d'Avaugour, qui reçoit le comté de Penthièvre.
En ce qui concerne Limoges et le Périgord, il désigne comme successeur son frère Guillaume.